# Филипп Рабангский
Фили́пп Раба́нгский (+ 1457) — святой Русской церкви, почитается в лике преподобных. Основатель и игумен монастыря в Вологодской области.
Источники не сохранили сведений ни о происхождении Филиппа, ни о месте и времени его рождения. Первые его духовные подвиги имели место в Глушицком монастыре, где Филипп принял монашество. В это время игуменом Глушицкого монастыря был подвижник Дионисий Глушицкий. После смерти Дионисия  в 1437 году Филипп некоторое время оставался под началом преемника Дионисия — Амфилохия, но, тяготясь многолюдством братии, решил удалиться из монастыря и вдали от всякого жилья, на изломе реки Рабангской Сухоны, выстроил себе келью (в 32 верстах на северо-востоке от Вологды). Уединение Филиппа скоро было нарушено: окрестные жители начали приходить к нему, одни за советами и молитвами, другие — ища уединенной жизни; таким образом, понемногу собралась братия; по просьбе этой братии Филипп испросил у архиепископа Ростовского Ефрема благословения на устройство церкви и монастыря на Рабанге. Архиерей дал благословение. Ефрем снабдил Филиппа всем необходимым для освящения церкви, и поставил его игуменом нового монастыря. Церковь была освящена в честь Преображения Господня в 1447 году, и был создан Спасо-Преображенский Рабангский монастырь. Через десять лет после этого, 15 ноября 1457 года, Филипп скончался. Мёртвое тело Филиппа было похоронено около церкви, где находится под спудом. В 1564 году Иван Грозный отписал вотчины к монастырю. В 1744 году на мощах Филиппа Рабангского была построена двухэтажная каменная церковь в честь Преображения Господня. Рабангский Спасо-Преображенский монастырь преподобного Филиппа существовал до 1764 года; в этом году он был обращен в приходскую церковь села Рабангская слобода. Церковь взорвана в 30-е годы XX века.